# Bellanca TES

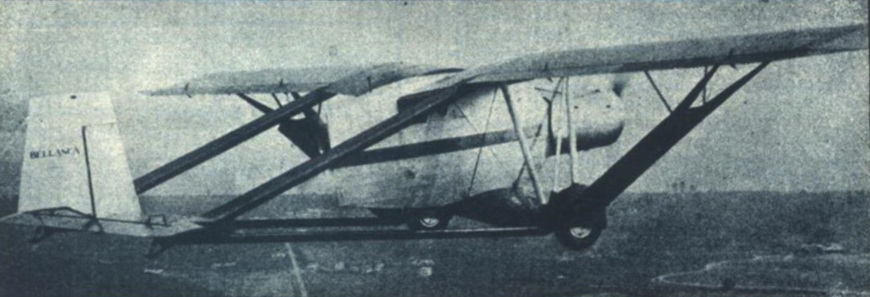
Vue arrière du malheureux TES

Le Bellanca TES (Tandem Expérimental Sesquiplane) ou Blue Streak était un avion push-pull biplan conçu par Giuseppe Mario Bellanca en 1929 pour le premier vol sans escale de Seattle à Tokyo.
En 1930, il fut réaménagé avec deux moteurs Curtiss Conqueror de 600 ch et renforcé pour le Chicago Daily News comme avion-cargo nommé The Blue Streak.
L'avion s'est écrasé le 26 mai 1931, lorsque l'arbre de transmission de l'hélice arrière cassa en raison de vibrations. Les quatre occupants ont perdu la vie.

## Spécifications (moteurs Pratt & Whitney Wasp)
Données de 
Caractéristiques générales
- Équipage : quatre
- Longueur : 13,46 m / fuselage 7,62 m
- Envergure : 25,35 m
- Surface alaire : 85 m2
- Masse à vide : 3 170 kg
- Masse maximale au décollage : 9 500 kg
- Moteur : 2  Pratt & Whitney R-1340 Wasp de 425 hp (317 kW)   chacun

 Performances 
- Vitesse maximale : 240 km/h
- Distance franchissable : 5 000 – 15 000 km
- Autonomie : jusqu'à 100 heures